# 디디모티호

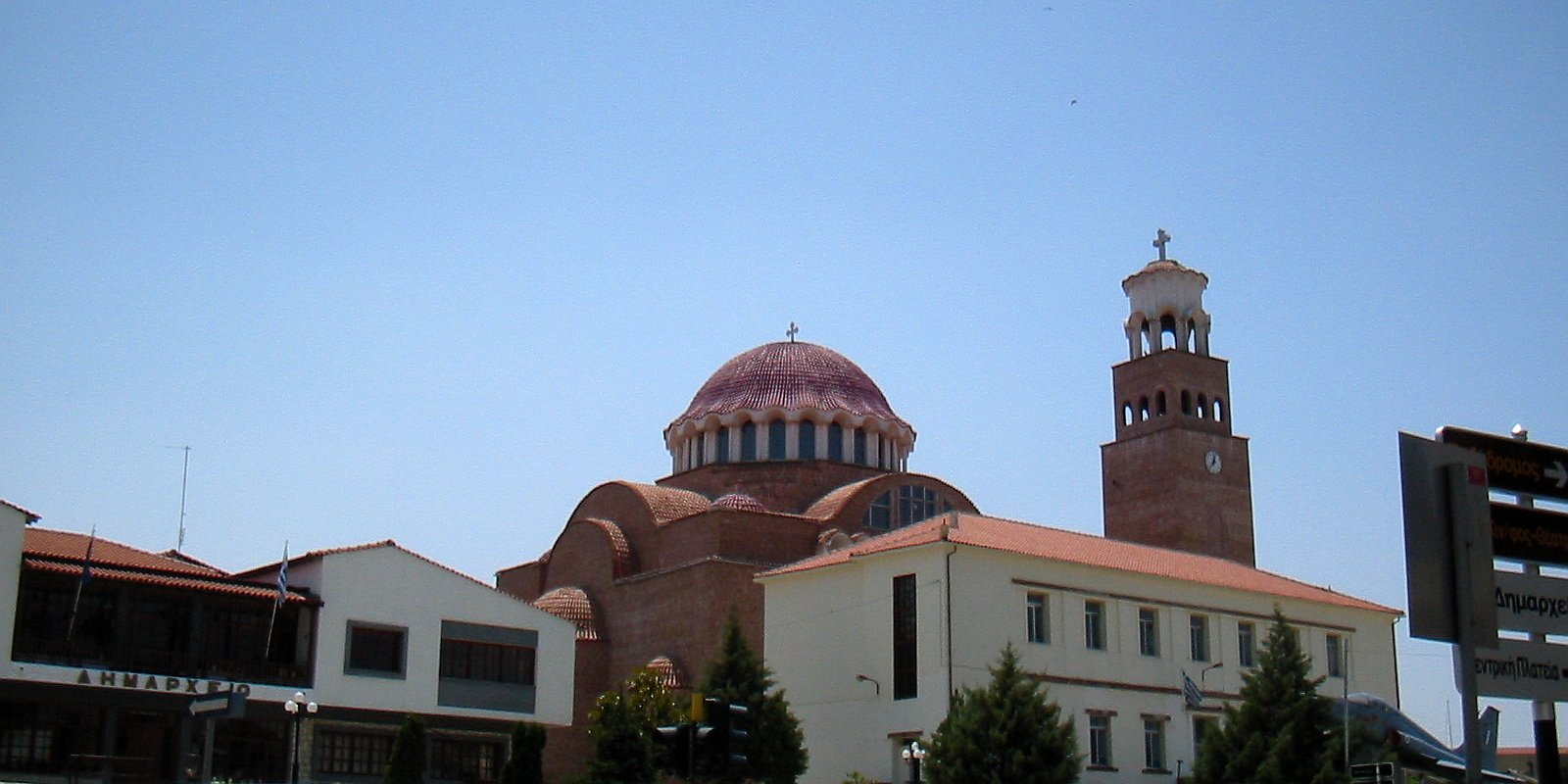
디디모티호의 파나기아 엘레프테로트리아 교회

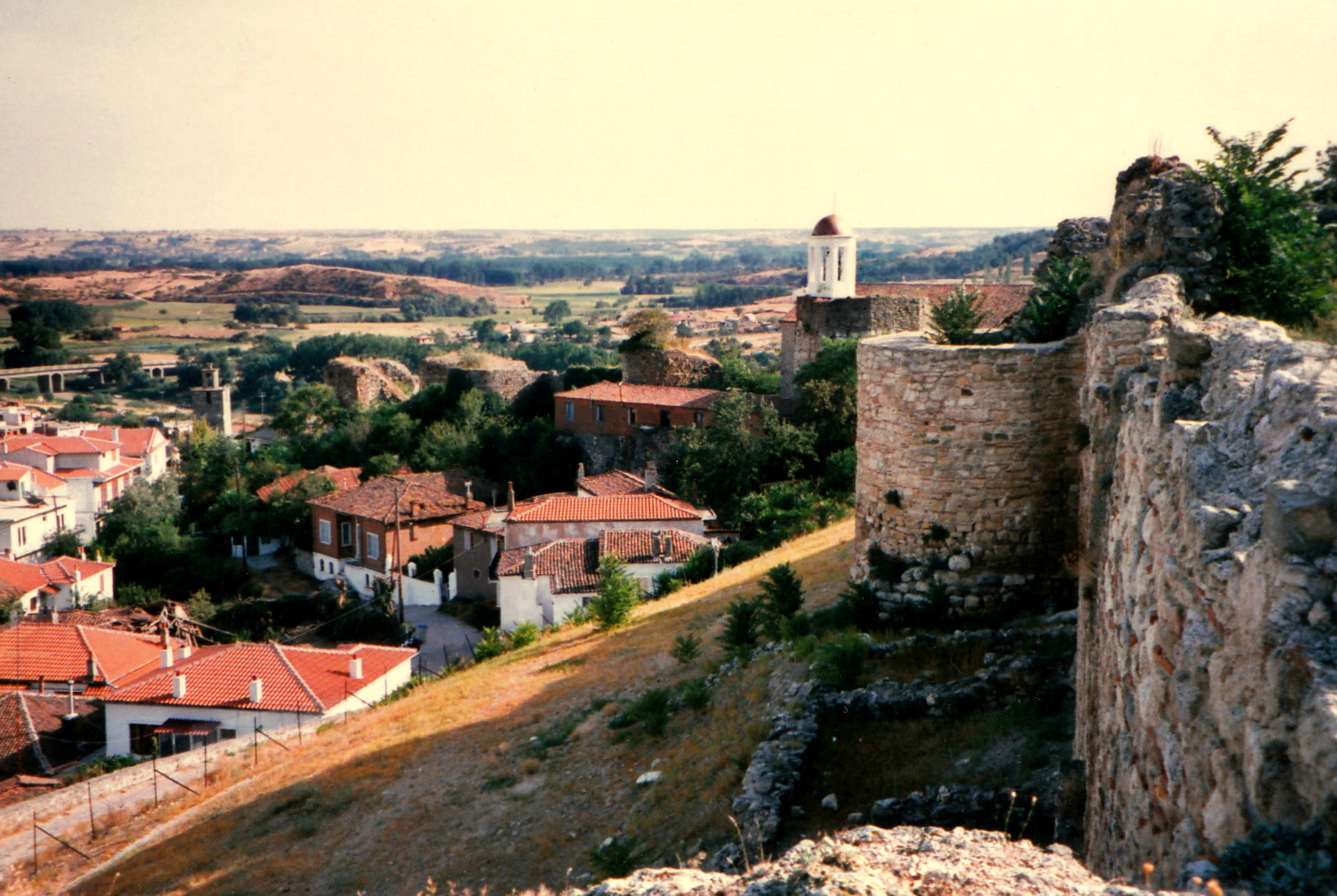
디디모티호의 성채들

디디모티호(그리스어: Διδυμότειχο)는 그리스 북동부 서트라키아 지방 에브로스 현 동쪽 끝에 있는 국경 마을이다. 같은 이름의 행정구역 소재지이기도 하며, 2011년 기준으로 인구는 9,263명이다. 한편 디디모티호 행정구역은 넓이 569.5 km2에 인구 19,493명이다.
디디모티호는 그리스-터키 국경에서 불과 2km 떨어진 곳으로, 그리스 육군의 훈련소들과 부대들이 많이 위치해 있다. 징병제를 채택하고 있는 그리스에서 많은 남성들이 이 곳에서 군사 훈련 또는 군 복무를 한 경험이 있으며, 1991년에 만들어진 요르요스 달라라스와 라브렌티스 마카이리차스의 노래 《디디모티호 블루스》(그리스어: Διδυμότειχο Μπλουζ)는 이들 군인들의 개인적 이야기와 경험에 대한 경의를 표하고 있다.

## 약사
신석기 시대부터 사람이 거주했다. 2세기초, 로마 제국의 트라야누스 황제는 도시 주변의 두 언덕 사이에 새 도시를 만들고, 그의 아내 폼페이아 플로티나의 이름을 딴 '플로티노폴리스'를 세웠다. F. A. 기안노포울로스에 따르면, 디디모티호는 6세기경 유스티니아누스 대제가 플로티노폴리스를 대체하기 위해 세웠다고 한다. 지대가 낮아 방어에 불리했기 때문이었다. 이미 7세기에, 새로운 지대를 위해서 플로티노폴리스는 버려졌다. 비잔티움 제국의 요한네스 3세 두카스 바타체스와 요한네스 5세 팔라이올로고스의 태어난 곳이기도 하다.
1361년과 그 이후의 포위전 끝에 오스만 제국이 도시를 점령했다. 1912년 제 1차 발칸전쟁 때 불가리아 왕국군이 일시 점령하였고, 1914년 제 1차 세계대전이 일어나자 오스만 정부는, 불가리아가 동맹국에 가담한 대가로 디디모티호를 불가리아에 할양하였다. 그러나 1920년 산레모 회의에 따라 그리스 왕국의 영토가 되었다. 2005년에는 에브로스 강의 범람으로 홍수피해를 입었다.